# Route nationale 510
Die N510 war von 1933 bis 1973 eine französische Nationalstraße, die zwischen Frangy und Albens verlief. Ihre Länge betrug 29,5 Kilometer. Eine weitere Verwendung für die Nummer N510 fand sich später für eine Verbindung der N10 mit der Anschlussstelle 40a der A10 bei Bordeaux. Diese Straße trägt sein 2006 die Nummer D1510.